# 天主教大不列顛軍隊主教區
天主教大不列顛軍隊主教區（拉丁語：Ordinariatus Militaris Britanniae Major）是英國一個天主教的軍中教長區，直屬聖座，負責牧養信奉天主教的英國軍人及其家眷。
教長區座堂位於奧爾德肖特，2004年有94名司鐸、一名終身執事、一名修士、兩名修女。現任教長理查·莫斯。
1953年11月21日成立宗座代牧區，1986年7月21日被升為教長區。